# Oryctes owariensis
Oryctes owariensis är en skalbaggsart som beskrevs av Palisot de Beauvois 1807. Oryctes owariensis ingår i släktet Oryctes och familjen Dynastidae. Inga underarter finns listade i Catalogue of Life.